# Titularbistum Acci
Das Bistum Acci (lateinisch Dioecesis Accitana) ist ein Titularbistum der römisch-katholischen Kirche.
Es geht zurück auf einen untergegangenen Bischofssitz in der Stadt Acci, die in der römischen Provinz Tarraconensis bzw. in der Spätantike Carthaginiensis lag. Der Bischofssitz gehörte der Kirchenprovinz Toledo an.
| Titularbischöfe von Acci |                          | |                   |                  |
| Nr.                      | Name                     | Amt | von               | bis              |
| 1                        | Henryk Roman Gulbinowicz | Apostolischer Administrator von Białystok (Polen)                                                                     | 12. Januar 1970   | 3. Januar 1976   |
| 2                        | Joseph Phan Van Hòa      | Koadjutorbischof von Qui Nhơn (Vietnam)                                                                               | 30. März 1976     | 6. Oktober 1987  |
| 3                        | Vilhelms Ņukšs           | Weihbischof in Riga (Lettland)                                                                                        | 23. November 1987 | 27. Februar 1993 |
| 4                        | Heinrich Fasching        | Weihbischof in Sankt Pölten (Österreich) emeritiert am 7. Oktober 2004                                                | 24. Mai 1993      | 1. Juni 2014     |
| 5                        | Hryhorij Komar           | Weihbischof in Sambir-Drohobytsch (Ukraine) Apostolischer Administrator des Apostolischen Exarchats Italien (Italien) | 25. Juni 2014     |                  |